# Laktjärnen, Närke
Laktjärnen är en sjö i Degerfors kommun i Närke och ingår i Norrströms huvudavrinningsområde.